# يونس شلبي
يونس شلبي (31 مايو 1941م  - 12 نوفمبر 2007)، ممثل مصري. ولد في ميدان الطميهي بالمنصورة. درس بالمعهد العالي للفنون المسرحية بالقاهرة. جذب الانتباه بدور منصور في المسرحية الشهيرة مدرسة المشاغبين مع سعيد صالح وأحمد زكي وعادل إمام.
قدم يونس شخصية الفتى الأهوج غير الناضج عقلياً في كثير من مسرحياته ومنها العيال كبرت وحاول تفهم يا زكي. شارك يونس بأدوار صغيرة في نحو 77 فيلماً سينمائياً وقام ببطولة عدد قليل من الأفلام التي يعتبرها سينمائيون ذات طابع تجاري قليل القيمة فنياً ومنها (العسكري شبراوي) و (ريا وسكينة) و (مغاوري في الكلية) و (سفاح كرموز) و (الشاويش حسن) و (عليش دخل الجيش) و (رجل في سجن النساء). لكن أدواره الأكثر أهمية في رأي النقاد كانت في أفلام قام ببطولتها آخرون ومنها (الكرنك) و (شفيقة ومتولي) للمخرج علي بدرخان و (إحنا بتوع الاتوبيس) للمخرج الراحل حسين كمال. كان آخر أدواره في فيلم (أمير الظلام) عام 2002.
كما شارك في أكثر من 20 مسلسلاً تلفزيونياً منها (عودة الروح) أمام الفنان صلاح ذو الفقار و (عيون) و (الستات ما يعملوش كده) و (أنا اللي أستاهل) إضافة إلى (بوجي وطمطم) وهو مسلسل للأطفال قدم على مدى سنوات في شهر رمضان. قل نشاطه الفني بسبب المرض وذلك لحين وفاته في 12 نوفمبر 2007 عن 66 عاماً.

## المهنة التمثيلية
عشق يونس شلبي التمثيل منذ صغره، وعارض والدُه تلك الميول مُفضّلا لابنه أن يبحث عن وظيفة حكومية تضمن له راتبا يستطيع العيش منه وأولاده، لكن الفتى الذي عشق التمثيل وبدأه من المدرسة في عروض الفن والمسرح اتجه نحو القاهرة والتحق بالمعهد العالي للفنون المسرحية عقب انتهائه من الثانوية العامة، واستطاع شلبي أن يلفت انتباه المخرج المسرحي نبيل الألفي عميد المعهد، وطلب من شلبي أن يشارك في أعماله التي يخرجها.
قدم شلبي مسلسل الأطفال بوجي وطمطم، وهو المسلسل الذي ظلّ يقدمه لمدة 18 عاما منذ 1983 بأحداث مختلفة، حيث كان يُعرض كل عام خلال شهر رمضان. وشارك يونس شلبي في أول عمل مسرحي بعنوان «الغول» عام 1969، وذلك عقب حصوله على بكالوريوس الفنون المسرحية في قسم التمثيل، وانضم بعدها إلى فرقة الفنانين المتحدين مع نجمي الكوميديا «عادل إمام» و«سعيد صالح» الذي لفت انتباههما بأدائه. وكانت مدرسة المشاغبين التي انطلقت عام 1971 هي نقطة الانطلاق الحقيقية لهؤلاء النجوم، فبعد كوميديا إسماعيل ياسين وعبد المنعم مدبولي وفؤاد المهندس، كانت مدرسة المشاغبين نقطة التحول لبداية تاريخ جديد في الكوميديا المصرية.
استطاع منصور ابن الناظر الذي يعاني من التلعثم في الكلام وعدم القدرة على نطق جملة مفيدة؛ أن يهزّ المسرح بقوة من الضحك فور تقمص يونس شلبي للدور، فخروجه عن النص بطريقة مُفاجئة كانفجار مباغت أعجز كلا من سعيد صالح وعادل إمام عن إخفاء ضحكاتهما وذهولهما من يونس شلبي الذي كان يُبدع ويُفجّر الضحك من القلوب والأفواه وهو يخرج عن النص باسترسال عميق ودون انقطاع، مُجسدا بذلك شخصية الفتى غير الناضج. وهو ما حدث أيضا في مسرحية «العيال كبرت» (1979)، إذ خرج يونس شلبي بشخصية الولد «عاطف» عن النص أيضا عندما قال «كلهم بيهزوا دماغهم»، في إشارة لنوّاب البرلمان المصري، وقامت بعض الفضائيات المصرية بحذف تلك الجملة عند إعادة عرض المسرحية.
شارك يونس شلبي بأدوار صغيرة في نحو 77 فيلما سينمائيا، كما قام ببطولة عدد قليل من الأفلام التي يعتبرها النقاد والسينمائيون ذات طابع تجاري قليل القيمة فنيا، ومنها «العسكري شبراوي» و«مغاوري في الكلية» و«سفاح كرموز» و«الشاويش حسن» و«عليش دخل الجيش» و«رجل في سجن النساء»، لكن أدواره الأكثر أهمية في رأي النقاد كانت في أفلام قام ببطولتها آخرون، ومنها «الكرنك» و«شفيقة ومتولي» للمخرج علي بدرخان و«إحنا بتوع الأوتوبيس» للمخرج الراحل حسين كمال.
ويبدو أن عبقرية يونس شلبي الفنية لم تشفع له في الكثير من الأفلام التي كانت تتراوح بين الرديئة والمتوسطة، فقد استنقصت الكثير من الأدوار التي اختارها شلبي قيمته الفنية وتفرده الأدائي، وجنت عليه أدوار البطولة غير المدروسة ووضعته في خانة أقل من زملائه. وشارك يونس شلبي أيضا في أكثر من 20 مسلسلاً تلفزيونياً منها «عيون» و«الستات ما يعملوش كده» و«أنا اللي أستاهل»، إضافة إلى «بوجي وطمطم».

## وفاته
توفي يونس شلبي في 12 نوفمبر 2007م بأزمة تنفسية حادة. كان يونس شلبي أجرى أكثر من عملية لزراعة شرايين في ساقه وأخرى جراحة قلب مفتوح وكان الأطباء قد أجروا تغيير ثلاثة شرايين في القلب حتي توفي ودفن في مقابر العيسوي بالمنصورة في مصر.
كانت رحلة علاج يونس شلبي قد بدأت في السعودية حيث أجرى جراحة في القلب وقد أجريت الجراحة بنجاح، إلا أنه ما لبث أن تعرض لظروف صحية صعبة وزاد من متاعب الفنان ارتفاع نسبة السكر في الدم.
كانت زوجة الفنان المصري الكوميدي اشتكت من تجاهل نقابة الممثلين لأزمة زوجها الذي واجه حالة حرجة وطالبت آنذاك بعلاجه على نفقة الدولة أسوة بجميع الفنانين. وكانت أسرته اضطرت إلى بيع آخر ما يملك في بلدته بالدقهلية. مسقط رأسه للأنفاق على تكاليف علاجه، قبل أن تتكفل وزارة الصحة السعودية بها. اشتكى يونس شلبي في وقت سابق ومن فوق سرير المرض تجاهل الفنانين لمرضه والظروف الصعبة التي يمر بها، مشيراً إلى أن عدداً قليلاً منهم يتصل هاتفياً للاطمئنان عليه.

## قائمة أعماله الفنية

### من أفلامه
- حد السيف مع نجوى فؤاد 1985
- أمير الظلام - (يظهر كحكم لمباراة كرة القدم الأجراس) 2002
- ناقص واحد 1997
- قليل من الحب كثير من العنف - 1995.
- ليلة القبض على الوزير 1993
- مستر دولار-(في دور صابر) 1993.
- هارب من التجنيد - (في دور ماجد/محمدين) 1992.
- خبطة العمر - (في دور أحمد) 1991.
- الأسطى محروس - (في دور محروس) 1990.
- امرأة واحدة لا تكفي (فيلم) - 1990.
- الشاويش حسن - (في دور حسن) 1988.
- المخبر - (في دور أشرف) 1986.
- محطة الأنس - (في دور فؤاد) 1985.
- مغاوري في الكلية - (في دور مغاورى) 1985.
- الطيب أفندي-(في دور الطيب) 1984.
- الثعلب والعنب - (في دور محسن) 1984.
- الحلال يكسب - 1984.
- الفرن - (في دور عوض) 1984.
- المشاغبون في الجيش - (في دور عصفور) 1984.
- طابونة حمزة - (في دور حسين) 1984.
- نعيمة فاكهة محرمة- 1984.
- ريا وسكينة - 1983
- إضراب المجانين - (في دور فارس) 1983.
- القفل - (في دور مفتاح) 1983.
- برج المدابغ - 1983.
- سطوحى فوق الشجرة - (في دور سطوحى) 1983.
- حسن بيه الغلبان - 1982.
- رجل في سجن النساء - (في دور يونس) 1982.
- مخيمر دايما جاهز - 1982.
- العسكري شبراوي - 1982.
- 4- 2 -4 (في دور منصور) 1981.
- دندش -1981.
- الفقراء أولادي - 1980.
- عمل إيه الحب في بابا. - 1980.
- إحنا بتوع الأتوبيس - 1979.
- الخدعة الخفية - 1979.
- أولاد الحلال - 1978.
- المليونيرة النشالة - (في دور توفيق) 1978.
- شفيقة ومتولي - 1978.
- ألف بوسة وبوسة - 1977.
- إلى المأذون ياحبيبي - 1977.
- الزوج المحترم - 1977.
- صانع النجوم - (في دور مساعد الرشيدى) 1977.
- وسقطت في بحر العسل - 1977.
- حكمتك يارب - 1976.
- سيقان في الوحل - (في دور ابن عصفور) 1976.
- غراميات عازب - 1976.
- مراهقة من الأرياف - 1976.
- الكرنك - 1975.
- جزيرة أولاد علي
- خلف أسوار الجامعة

### من مسرحياته
- مدرسة المشاغبين.
- العيال كبرت.
- عيال بو عبود (مسرحية كويتية).
- الواد الجن
- الصول والحرامي
- الدبابير (مع ميمي جمال).
- آخر كلام (بالسعودية)

وهي كانت آخر مسرحية للفنان يونس شلبي (أبو عمر)

### من المسلسلات التليفزيونية التي شارك بها
- مسلسل عرائس الأطفال الشهير بوجي وطمطم.
- مطلوب عروسة.
- مسلسل الأطفال ( هلا )
- عيون.
- سبع صنايع
- أحلام مؤجلة
- سوالف حريم
- عباس وحكايته مع الناس
- عودة الروح
- ((ناسنيسو))
- البحث عن فرصة
- في المصيدة
- خمسة خمسة
- وكسبنا القضية
- الستات ما يعملوش كدة
- حكايات صغيرة

بالإضافة إلى مسلسله الاذاعي

## روابط خارجية
- يونس شلبي على موقع IMDb (الإنجليزية)
- يونس شلبي على موقع الدهليز
- يونس شلبي على موقع قاعدة بيانات الأفلام العربية
- يونس شلبي على موقع قاعدة بيانات الفيلم (الإنجليزية)
- يونس شلبي على موقع كينوبويسك (الروسية)